# Qualifications de la zone Amériques pour la Coupe du monde de rugby à XV 2023
 (juillet 2021).
Si vous disposez d'ouvrages ou d'articles de référence ou si vous connaissez des sites web de qualité traitant du thème abordé ici, merci de compléter l'article en donnant les références utiles à sa vérifiabilité et en les liant à la section « Notes et références ».
Navigation
Qualifications Coupe du monde 2019 Qualifications Coupe du monde 2027
Les qualifications de la zone Amériques pour la Coupe du monde de rugby à XV 2023 opposent différentes nations sur plusieurs tours de compétition.

## Tour 1 - tour préliminaire Amérique du Sud
Le premier tour s'est déroulé sur deux matchs simples dont les vainqueurs se qualifient pour le tour 2.
La Colombie a fait forfait à cause de 3 cas de Covid-19 dans l’effectif. Le match a été annulé et le Chili qualifié. 
| 26 juin 2021 19h00 | Brésil  | 29 - 0 (6 - 0) | Paraguay | Estádio Pereira, São José dos Campos Arbitre : Damián Schneider |
| 26 juin 2021 19h00 | Rapport |                |          | Estádio Pereira, São José dos Campos Arbitre : Damián Schneider |
| 26 juin 2021 19h00 |         |                |          | Estádio Pereira, São José dos Campos Arbitre : Damián Schneider |

| 3 juillet 2021 | Chili | Annulé | Colombie | Estadio Elías Figueroa, Valparaiso |
| 3 juillet 2021 |       |        |          | Estadio Elías Figueroa, Valparaiso |
| 3 juillet 2021 |       |        |          | Estadio Elías Figueroa, Valparaiso |

## Tour 2 - zone Amérique du Sud
Le second tour se déroule lors du Tournoi des Trois Nations sud-américain, un tournoi triangulaire entre les vainqueurs du tour 1 (Chili, Brésil) et l'Uruguay à Montevideo.
Le premier du classement, l'Uruguay, passe au tour 3 en tant que Amérique du Sud 1. Le second, le Chili, est qualifié pour le tour 4 en tant que Amérique du Sud 2. Le dernier est éliminé des qualifications.

### Classement
| Rang | Nation  | J | V | N | D | Pm | Pe | Diff | Pts |
| ---- | ------- | - | - | - | - | -- | -- | ---- | --- |
| 1    | Uruguay | 2 | 2 | 0 | 0 | 51 | 23 | +28  | 9   |
| 2    | Chili   | 2 | 1 | 0 | 1 | 33 | 28 | +5   | 5   |
| 3    | Brésil  | 2 | 0 | 0 | 2 | 26 | 62 | -36  | 0   |

|  | Qualifié pour le Tour 3 en tant que Amérique du Sud 1 |
|  | Qualifié pour le Tour 4 en tant que Amérique du Sud 2 |
|  | Éliminé                                               |

### Résultats
| 11 juillet 2021 22h00 | Brésil | 13 - 23 (10-7) | Chili | Estadio Charrúa, Montevideo Arbitre : Gianluca Gnecchi (en) |
| 11 juillet 2021 22h00 | Essai(s) : Lima (39e Transformation(s) : Duque (40e) Pénalité(s) : Duque (48e) Drop(s) : D. Sancery (9e) Carton(s) jaune(s) : Paganini (20e) | Rapport        | Essai(s) : Dittus (22e), Böhme (60e) Transformation(s) : Urroz (23e, 61e) Pénalité(s) : Urroz (45e, 50e, 70e) | Estadio Charrúa, Montevideo Arbitre : Gianluca Gnecchi (en) |
| 11 juillet 2021 22h00 | | Rapport        | | Estadio Charrúa, Montevideo Arbitre : Gianluca Gnecchi (en) |

| 18 juillet 2021 16h10 | Uruguay                                                                                       | 15 - 10 (7 - 10) | Chili                                                                                  | Estadio Charrúa, Montevideo Arbitre : Andrea Piardi |
| 18 juillet 2021 16h10 | Essai(s) : Kessler 2 (7e, 59e) Transformation(s) : Berchesi (7e) Pénalité(s) : Berchesi (44e) | Rapport          | Essai(s) : Fernandez (23e) Transformation(s) : Videla (23e) Pénalité(s) : Videla (19e) | Estadio Charrúa, Montevideo Arbitre : Andrea Piardi |
| 18 juillet 2021 16h10 |                                                                                               | Rapport          |                                                                                        | Estadio Charrúa, Montevideo Arbitre : Andrea Piardi |

| 25 juillet 2021 16h10 | Uruguay | 39 - 13 (12 - 13) | Brésil                                                                                             | Estadio Charrúa, Montevideo Arbitre : Andrea Piardi |
| 25 juillet 2021 16h10 | Essai(s) : Silva (16e), Mieres 3 (31e, 49e, 58e), essai de pénalité (65e), Echeverría (71e) Transformation(s) : Berchesi 2 (32e, 50e) Carton(s) jaune(s) : Ardao (40e) | Rapport           | Essai(s) : essai de pénalité (39e) Pénalité(s) : Duque (4e, 21e) Carton(s) jaune(s) : Arruda (66e) | Estadio Charrúa, Montevideo Arbitre : Andrea Piardi |
| 25 juillet 2021 16h10 | | Rapport           | | Estadio Charrúa, Montevideo Arbitre : Andrea Piardi |

## Tour 2 - zone Amérique du Nord
L’Amérique du Nord voit les États-Unis et le Canada s’affronter lors de match aller/retour.
Le vainqueur va au tour 3 en tant que Amérique du Nord 1, tandis que le perdant va au tour 4 en tant que Amérique du Nord 2.
| 4 septembre 2021 | Canada | 34 - 21 (10 - 14) | États-Unis | Swilers Rugby Club, Saint-Jean de Terre-Neuve Arbitre : Mike Adamson (en) |
| 4 septembre 2021 | Essai(s) : Thomas (6e), Rumball (42e), LeSage (51e), Webster (68e) Transformation(s) : Nelson 4 (7e, 43e, 52e, 69e) Pénalité(s) : Nelson 2 (19e, 63e) Carton(s) jaune(s) : Heaton (3e), Keys (20e) | Rapport           | Essai(s) : essai de pénalité (3e), Germishuys (35e), Lopeti (80e) Transformation(s) : Carty (36e), MacGinty (80e) | Swilers Rugby Club, Saint-Jean de Terre-Neuve Arbitre : Mike Adamson (en) |
| 4 septembre 2021 | | Rapport           | | Swilers Rugby Club, Saint-Jean de Terre-Neuve Arbitre : Mike Adamson (en) |

| 11 septembre 2021 | États-Unis | 38 - 16 (25 - 9) | Canada                                                                        | Infinity Park, Glendale Arbitre : Mike Adamson (en) |
| 11 septembre 2021 | Essai(s) : Germishuys 3 (17e, 29e, 40e), Dyer (22e), de Haas (51e), Taufete'e (63e) Transformation(s) : MacGinty (40e) Pénalité(s) : MacGinty (4e) Drop(s) : de Haas (49e) Carton(s) jaune(s) : Fa’anana-Schultz (11e) Carton(s) rouge(s) : Fa’anana-Schultz (80e) | Rapport          | Essai(s) : essai de pénalité (80e) Pénalité(s) : Coats (6e), Nelson (9e, 32e) | Infinity Park, Glendale Arbitre : Mike Adamson (en) |
| 11 septembre 2021 | | Rapport          |                                                                               | Infinity Park, Glendale Arbitre : Mike Adamson (en) |

## Tour 3 - play-off Amériques 1
Le premier du tour 2 d'Amérique du Sud et le vainqueur du tour 2 d'Amérique du Nord se rencontrent sur 2 matchs aller/retour les 2 et 9 octobre 2021 . Le vainqueur est qualifié pour la Coupe du monde en tant que Amériques 1 (Poule A). Le perdant est repêché pour le tour 5. L'Uruguay remporte la série par 50 points à 34, une victoire partout. Les États-Unis disputent la série de repêchage contre le Chili.
| 2 octobre 2021 18h00 | États-Unis                                                                             | 19 - 16 (14 - 3) | Uruguay                                                                                             | Infinity Park, Glendale Arbitre : Frank Murphy |
| 2 octobre 2021 18h00 | Essai(s) : Dolan (19e), Dyer (39e), Kruse (49e) Transformation(s) : Magie 2 (20e, 40e) | Rapport          | Essai(s) : Pujadas (77e) Transformation(s) : Berchesi (78e) Pénalité(s) : Berchesi 3 (8e, 63e, 69e) | Infinity Park, Glendale Arbitre : Frank Murphy |
| 2 octobre 2021 18h00 |                                                                                        | Rapport          | | Infinity Park, Glendale Arbitre : Frank Murphy |

| 9 octobre 2021 | Uruguay | 34 - 15 (13 - 8) | États-Unis                                                                                  | Estadio Charrúa, Montevideo Arbitre : Damián Schneider |
| 9 octobre 2021 | Essai(s) : Silva 2 (5e, 55e), Mieres (42e), Gattas (48e) Transformation(s) : Favaro 4 (6e, 43e, 49e, 56e) Pénalité(s) : Favaro 2 (34e, 38e) | Rapport          | Essai(s) : Kruse (28e), Dyer (64e) Transformation(s) : Carty (65e) Pénalité(s) : Magie (9e) | Estadio Charrúa, Montevideo Arbitre : Damián Schneider |
| 9 octobre 2021 | | Rapport          |                                                                                             | Estadio Charrúa, Montevideo Arbitre : Damián Schneider |

## Tour 4 - barrage Amériques 2
Le second du tour 2 d'Amérique du Sud et le perdant du tour 2 d'Amérique du Nord se rencontrent sur 2 matchs aller/retour les 2 et 9 octobre 2021 (mêmes dates que pour le tour 3). Le vainqueur passe au cinquième tour. Le perdant est éliminé.
Le Chili remporte la série par 54 points à 46 et élimine le Canada.
| 2 octobre 2021 17h00 | Canada | 22 - 21 (5 - 9) | Chili | Westhills Stadium, Langford Arbitre : Chris Busby (en) |
| 2 octobre 2021 17h00 | Essai(s) : Thomas (34e), Braude 2 (44e, 49e) Transformation(s) : Nelson 2 (45e, 50e) Pénalité(s) : Povey (80e) Carton(s) jaune(s) : Rowland (51e) | Rapport         | Essai(s) : C. Saavedra 2 (52e, 66e) Transformation(s) : Videla (67e) Pénalité(s) : Videla 3 (22e, 31e, 40e) Carton(s) jaune(s) : Carrasco (59e) | Westhills Stadium, Langford Arbitre : Chris Busby (en) |
| 2 octobre 2021 17h00 | | Rapport         | | Westhills Stadium, Langford Arbitre : Chris Busby (en) |

| 9 octobre 2021 15 h 00 | Chili | 33 - 24 (16 - 3) | Canada | Estadio Elías Figueroa, Valparaíso Arbitre : Nehuén Jauri Rivero |
| 9 octobre 2021 15 h 00 | Essai(s) : Fernández (24e), Dittus (50e), Videla (69e) Transformation(s) : Videla 3 (25e, 51e, 70e) Pénalité(s) : Videla 4 (8e, 17e, 34e, 60e) Carton(s) jaune(s) : Böhme (47e), Lues (74e) |                  | Essai(s) : Howard (46e), Quattrin (66e), Lloyd (79e) Transformation(s) : Nelson 2 (47e, 67e), Povey (80e) Pénalité(s) : Nelson (5e) Carton(s) jaune(s) : Sears-Duru (59e) | Estadio Elías Figueroa, Valparaíso Arbitre : Nehuén Jauri Rivero |
| 9 octobre 2021 15 h 00 | |                  | | Estadio Elías Figueroa, Valparaíso Arbitre : Nehuén Jauri Rivero |

## Tour 5 - play-off Amériques 2
Le cinquième tour voit le vainqueur du tour 4 affronter le perdant du tour 3.
Le vainqueur de ce tour est qualifié pour la Coupe du monde en tant que Amériques 2 (Poule D).
Le perdant est repêché dans le tournoi de qualification finale en tant que Amériques 3.
Le Chili parvient à se qualifier pour sa première Coupe du monde en gagnant la série par 52 points à 51. Après la perte de la première manche à domicile, les Chiliens s'imposent en toute fin de match aux États-Unis en marquant dix points dans le dernier quart d'heure.
| 9 juillet 2022 | Chili | 21 - 22 (6 - 7) | États-Unis | Estadio Santa Laura-Universidad SEK, Independencia Arbitre : Nic Berry |
| 9 juillet 2022 | Essai(s) : Fernández (51e), Videla (80e) Transformation(s) : Videla (80e) Pénalité(s) : Videla (18e, 23e, 57e) Carton(s) jaune(s) : Videla (44e) | Rapport         | Essai(s) : Dyer (7e), Taufete'e (45e), Pifeleti (74e) Transformation(s) : MacGinty (8e, 75e) Pénalité(s) : MacGinty (67e) | Estadio Santa Laura-Universidad SEK, Independencia Arbitre : Nic Berry |
| 9 juillet 2022 | | Rapport         | | Estadio Santa Laura-Universidad SEK, Independencia Arbitre : Nic Berry |

| 16 juillet 2022 | États-Unis | 29 - 31 (19 - 14) | Chili | Infinity Park, Glendale Arbitre : Luke Pearce |
| 16 juillet 2022 | Essai(s) : Iosefo (11e, 24e), MacGinty (31e), Taufete'e (48e) Transformation(s) : MacGinty (11e, 24e, 48e) Pénalité(s) : MacGinty (58e) Carton(s) jaune(s) : Civetta (32e) | Rapport           | Essai(s) : Torrealba (35e), Garafulic (39e), Videla (51e), Dittus (65e) Transformation(s) : Videla (35e, 39e, 51e, 65e) Pénalité(s) : Videla (75e) | Infinity Park, Glendale Arbitre : Luke Pearce |
| 16 juillet 2022 | | Rapport           | | Infinity Park, Glendale Arbitre : Luke Pearce |